# 夢想都是我們的太陽
《夢想都是我們的太陽》（夢が僕らの太陽さ）是電視動畫《Love Live! 虹咲學園學園偶像同好會》第2期片尾曲，於2022年4月27日發售。

## 概要
此單曲於《Colorful Dreams! Colorful Smiles!》發行約1週後發行，為動畫《Love Live! 虹咲學園學園偶像同好會》第2期的片尾曲。
初回生產特典收錄虹咲學園學園偶像同好會成員卡片（12張隨機一張）、《Love Live! 學園偶像祭 ALL STARS》可使用序列號及《Love Live! 虹咲學園學園偶像同好會 5th Live! Colorful Dreams! Colorful Smiles!》的Day.2先行抽選申請劵。

## 收錄曲目
括號中的中文翻譯僅供參考，並非官方翻譯。
收錄內容
1.  （夢想都是我們的太陽）
  - 作詞：畑亞貴，作曲、編曲：新田目駿(HANO)
  - 歌：虹咲學園學園偶像同好會

2. （繚亂！Victory Road）
  - 作詞、作曲、編曲：
  - 歌：虹咲學園學園偶像同好會

3.  (Off Vocal)
4. (Off Vocal)